# Clearingstelle EEG-KWKG
Die Clearingstelle EEG|KWKG ist eine neutrale Stelle zur außergerichtlichen Klärung von Fragen und Streitigkeiten des Erneuerbare-Energien-Gesetz (EEG), des Kraft-Wärme-Kopplungsgesetzes (KWKG) und des Messstellenbetriebsgesetzes (MsbG). Sie ist eine zentrale Anlaufstelle für alle Akteure der Energiewirtschaft im Bereich des EEG und des KWKG: Anlagenbetreiber, Netzbetreiber, Direktvermarkter und Messstellenbetreiber. Die Existenz einer solchen Institution ist im EEG und KWKG gesetzlich vorgesehen und ihr Aufgabenbereich ist dort festgelegt.

## Der Auftrag der Clearingstelle EEG|KWKG
Die Clearingstelle EEG|KWKG wird im Auftrag des Bundesministeriums für Wirtschaft und Klimaschutz (BMWE) von der RELAW GmbH – Gesellschaft für angewandtes Recht der Erneuerbaren Energien – betrieben. Die Clearingstelle arbeitet inhaltlich unabhängig und weisungsfrei. Sie wurde 2007 zunächst als Clearingstelle EEG durch das Bundesministerium für Umwelt, Naturschutz und Reaktorsicherheit (BMU) errichtet und wird seit 2013 im Auftrag des BMWi weiterbetrieben. Ab 2018 wurde ihr Zuständigkeitsbereich um das KWKG erweitert.
Die Clearingstelle ist interdisziplinär (juristisch und technisch-naturwissenschaftlich) besetzt und bietet allen Beteiligten die Möglichkeit, Streitigkeiten bei der Auslegung und bei der Anwendung des Erneuerbare-Energien-Gesetzes (EEG), des Kraft-Wärme-Kopplungsgesetzes (KWKG) und des Messstellenbetriebsgesetzes (MsbG, soweit EEG- oder KWK-Anlagen betroffen sind) im Vorfeld zu vermeiden oder dem Eigenanspruch nach effizient und kostengünstig durch eines der Verfahren der Clearingstelle zu lösen.
Der Aufgabenschwerpunkt der Clearingstelle liegt in der Entscheidung rechtlicher und technischer Fragen des EEG/KWKG/MsbG – zum einen in z. T. gerichtsähnlichen Einzelfallverfahren, zum anderen in Verfahren zu allgemeinen Fragen unter Beteiligung von Verbänden und öffentlichen Stellen. Weitere Aufgaben umfassen bspw. die Durchführung von Fachgesprächen.
Um Konflikte von vornherein zu vermeiden, stellt die Clearingstelle EEG|KWKG auf ihrer Internetpräsenz der Öffentlichkeit eine umfangreiche Datenbank u. a. mit ihren Verfahrensergebnissen sowie Rechtsprechung, Fachaufsätzen und häufig gestellten Fragen im Bereich des EEG, des KWKG und des MsbB zur Verfügung.

## Die Verfahrensarten der Clearingstelle EEG|KWKG
Bei eingehenden Anfragen klärt die Clearingstelle zunächst, ob sich die Frage unkompliziert beantworten lässt, zum Beispiel durch den Hinweis auf ein passendes Arbeitsergebnis der Clearingstelle, auf ein einschlägiges Gerichtsurteil, eine häufige Rechtsfrage oder den Gesetzeswortlaut. Auf diese Weise beantwortet die Clearingstelle etwa 80 % aller Anfragen rein informierend. In den anderen, nicht so einfach zu klärenden Fällen hilft die Clearingstelle, die jeweils passende Verfahrensart zur förmlichen Klärung des jeweiligen Anliegens durch eines ihrer Verfahren zu finden.
Neben den Verfahren zur förmlichen Klärung von Einzelfällen führt die Clearingstelle auch Verfahren zur Klärung allgemeiner Anwendungs- und Auslegungsfragen durch.

### Die Einzelfallverfahren der Clearingstelle EEG|KWKG
Das zu wählende Einzelfallverfahren hängt von der jeweiligen Zielsetzung ab, beispielsweise schnelle Einigung oder langfristige Rechtssicherheit.

#### Das Einigungsverfahren
Beim Einigungsverfahren vermittelt die Clearingstelle lediglich als Gesprächsmoderator zwischen den Parteien ohne rechtliche Entscheidung. Das Ergebnis, zu dem beide Parteien gemeinsam mit Unterstützung der Clearingstelle kommen, bleibt vertraulich, und findet normalerweise in Form eines gegenseitigen Vertrags zwischen den Parteien statt.

#### Das Votumsverfahren
Im Votumsverfahren können die Parteien sich an das Ergebnis binden, müssen dies aber nicht. Die Ergebnisse werden in anonymisierter Form veröffentlicht. Bei grundsätzlicher Bedeutung können fachlich zuständige Branchenverbände und die Bundesnetzagentur (BnetzA) um Stellungnahme gebeten werden.

#### Das Schiedsrichterliche Verfahren
Bei schiedsrichterlichen Verfahren fungiert die Clearingstelle als Schiedsgericht im Sinne der Zivilprozessordnung (ZPO). Das Ergebnis ist für die Parteien bindend und ersetzt insoweit ein Verfahren vor den normalen Zivilgerichten. Schiedssprüche werden nur (anonymisiert) veröffentlicht, sofern beide Parteien dem zustimmen.

#### Das Stellungnahmeverfahren
Im Stellungnahmeverfahren bittet ein ordentliches Gericht die Clearingstelle um eine Stellungnahme zu Fragen des EEG, KWKG oder MsbG in einem bei dem Gericht anhängigen Verfahren. Die Clearingstelle kann eine rechtliche Würdigung des Sachverhalts nur in dem Umfang abgeben, in dem er vom Gericht mitgeteilt worden ist oder er sich aus dem Inhalt der Gerichtsakten ergibt. Die Beteiligten des Gerichtsverfahrens selbst können das Stellungnahmeverfahren nicht anstoßen, sie können jedoch das Gericht dazu anregen. Ein Rechtsanspruch auf die Durchführung eines Stellungnahmeverfahrens besteht nicht. Ist die zu klärende Rechtsfrage von grundsätzlicher Bedeutung, so erhalten – ähnlich wie beim Hinweisverfahren – die jeweils betroffenen bei der Clearingstelle akkreditierten Verbände und registrierten öffentlichen Stellen die Gelegenheit zur Stellungnahme. Stellungnahmeverfahren werden immer schriftlich durchgeführt und sind entgeltfrei. Die abgegebenen Stellungnahmen werden anonymisiert in der Datenbank der Clearingstelle veröffentlicht.

### Verfahren zur Klärung über den Einzelfall hinaus: Empfehlungs- und Hinweisverfahren
Oftmals erhält die Clearingstelle viele Anfragen zu einer bestimmten Problematik. Dann besteht in der Regel ein öffentliches Interesse an der allgemeinen Klärung des Problems jenseits eines konkreten Einzelfalls.
In einem solchen Fall führt die Clearingstelle eine grundsätzliche Klärung durch ein Hinweis- oder ein Empfehlungsverfahren durch. Dabei werden die bei der Clearingstelle akkreditierten Vereine, Verbände und Interessengruppen sowie registrierten öffentlichen Stellen im Rahmen von Konsultationsverfahren mit freiwillig abzugebenden Stellungnahmen einbezogen. Neben der Berücksichtigung begründeter Interessen kann so auch die Sach- und Fachkenntnis der stellungnehmenden Institutionen bei der Entscheidungsfindung einbezogen werden. Der Hauptunterschied zwischen beiden Verfahren besteht im größeren Umfang und meistens auch einem energieträgerübergreifenden Klärungsbereich des Empfehlungsverfahrens, wohingegen das Hinweisverfahren eher kleinere, spezifischere Bereiche abdeckt.

### Der Verfahrensablauf
Die Verfahren bei der Clearingstelle folgen einem strukturierten Ablauf,
1. Anfrage an die Clearingstelle: beispielsweise über das Online-Anfrageformular[14] mit Fragen und Problembeschreibung
2. Versuch der informierenden Klärung: Die Clearingstelle versucht zunächst, die Anfrage informierend zu klären, beispielsweise durch einen Hinweis auf ein bereits veröffentlichtes Verfahrensergebnis[15]
3. Entscheidung für Verfahrensdurchführung: Kann die Anfrage nicht rein informierend beantwortet werden, bietet die Clearingstelle die Durchführung eines Einzelfallverfahrens an. Die Clearingstelle benötigt hierzu die Zustimmung beider Parteien. Wenn die Parteien die Klärung durch ein Verfahren wünschen, wählen sie die geeignete Verfahrensart aus.
4. Verfahrensvorbereitung: Die Parteien legen ggf. mit Unterstützung durch die Clearingstelle die im Verfahren zu klärenden Fragen fest. Die Clearingstelle versendet den Antrag auf bzw. den Vertrag zur Verfahrensdurchführung zur Unterzeichnung an die Parteien. Nach Eingang der unterschriebenen Unterlagen stellt die Clearingstelle das Verfahrensentgelt[16] in Rechnung.
5. Verfahrenseinleitung: Nach Eingang des Verfahrensentgeltes leitet die Clearingstelle das Verfahren ein.
6. Klärung des Sachverhalts und Vervollständigung der Rechtsansichten der Parteien: Gemeinsam mit den Parteien vervollständigt die Clearingstelle den Sachverhalt und bietet beiden Parteien die Möglichkeit, ihre Rechtsansichten ausführlich darzulegen und zu begründen sowie die Argumente der Gegenseite zu entkräften.
7. Wenn erforderlich: mündliche Verhandlung in Berlin. Falls sich ein Verfahren nicht rein schriftlich durchführen lässt oder eine Telefonkonferenz nicht zur Klärung ausreicht, führt die Clearingstelle eine mündliche Verhandlung bzw. Erörterung in Berlin durch.
8. Ergebnis:Je nach Verfahrensart trifft die Clearingstelle eine Entscheidung (Votumsverfahren oder schiedsrichterliches Verfahren) oder die Parteien erzielen eine Einigung (Einigungsverfahren). Mit dem Beschluss über die Entscheidung/Einigung ist das Verfahren beendet. Anschließend versendet die Clearingstelle das Ergebnis an die Parteien.
9. Veröffentlichung:Abhängig von der Verfahrensart wird das Ergebnis des Einzelfallverfahrens gegebenenfalls auf der Internetpräsenz der Clearingstelle in anonymisierter Form veröffentlicht, so, dass sie anderen Marktteilnehmern zur Streitvermeidung zur Verfügung steht.

## Personelle Ausstattung und Arbeitsweise
In der Clearingstelle sind neben der Leitung sog. Mitglieder tätig, denen die eigentliche Kernaufgabe der Clearingstelle, die juristische Bewertung von Streitfragen, obliegt. Des Weiteren verfügt die Clearingstelle über je einen rechtswissenschaftlichen und einen Koordinator, die neben der Bearbeitung von Streitfragen weitere administrative Aufgaben in der Clearingstelle wahrnehmen. Die Mitglieder und Koordinatoren bilden in wechselnder Zusammensetzung die Kammern der Clearingstelle, in denen die Streitfragen mit Mehrheitsbeschluss entschieden werden (Näheres hierzu ist im Geschäftsverteilungsplan (GVP) festgelegt).
Neben den Mitgliedern und Koordinatoren, die über juristische oder ingenieurswissenschaftliche Expertise verfügen, gehören zur Clearingstelle weitere wissenschaftliche Mitarbeiter, die in die Entscheidungsfindung einbezogenen werden können sowie kaufmännische Mitarbeiter.

## Unterschiede der Clearingstelle EEG|KWKG zu anderen Einrichtungen/Institutionen bei der Konfliktlösung
Bei der Art der Konfliktlösung unterscheidet sich die Clearingstelle von:
- Anwaltskanzleien: Die Clearingstelle bietet keine einseitige Rechts- und Projektberatung an, sondern wird in neutraler Stellung zwischen den Parteien auf deren gemeinsamen Antrag hin tätig.
- Verbraucherschlichtungsstellen: Die Angebote der Clearingstelle stehen allen offen, die durch das EEG, KWKG oder MsbG berechtigt oder verpflichtet sind. Im Gegensatz dazu sind die Verbraucherschlichtungsstellen auf eine Schlichtung ausschließlich zwischen Verbrauchern und Unternehmen ausgerichtet. Verbraucherschlichtungsstellen können den Parteien eines Konfliktes in der Regel selbst dann nicht zu einer rechtsverbindlichen Klärung der Streitigkeit verhelfen, wenn die Parteien dies vorab wünschen. Allgemeine Empfehlungen und Hinweise zur Auslegung der Gesetze für eine Vielzahl von Anwendungsfällen können Verbraucherschlichtungsstellen in keinem Fall geben.
- ordentlichen Gerichten: Einzelfallbezogene Angebote führt die Clearingstelle nur auf übereinstimmenden Wunsch beider Seiten durch. Sie sind, je nach Verfahren, rechtsverbindlich, wenn beide Seiten dies wünschen. Die Clearingstelle ist dabei streitschlichtende Dienstleisterin. Anwälte können, müssen aber nicht beteiligt sein.
- Behörden: Die Clearingstelle entscheidet unabhängig und weisungsfrei. Sie nimmt keine hoheitlichen Aufgaben wahr und ist keine Vollzugsbehörde für das EEG, KWKG oder das MsbG.

## Verfahrensordnung, Entgeltordnung und Beteiligung von Verbänden
Die Verfahrensordnung (VerfO) der Clearingstelle EEG|KWKG regelt den Ablauf und die Durchführung aller Verfahrensarten. Die Beteiligten können anhand der jeweiligen Vorschriften ihre Rechte und Pflichten in den einzelnen Verfahrensstadien von vornherein einschätzen. So ist dafür gesorgt, dass die Beteiligten in den Verfahren als gleichberechtigte Akteure auftreten können.
Die Höhe des Entgeltes, das die Clearingstelle EEG|KWKG für die Durchführung von Einigungsverfahren, schiedsrichterlichen Verfahren und Votumsverfahren erhebt, ergibt sich aus der Entgeltordnung der Clearingstelle EEG|KWKG (EntgeltO).
Im Anhang zur VerfO befindet sich die Liste derjenigen Vereine, Verbände und sonstiger Interessengruppen (kurz: Verbände) sowie der öffentlichen Stellen, die sich bei der Clearingstelle EEG|KWKG haben akkreditieren bzw. registrieren lassen. Sowohl die Akkreditierung als Verband als auch die Registrierung als öffentliche Stelle eröffnet bestimmte Mitwirkungsmöglichkeiten in den Verfahren der Clearingstelle EEG|KWKG.
Darüber hinaus gibt sich die Clearingstelle EEG|KWKG gemäß § 33 VerfO einen Geschäftsverteilungsplan (GVP). Dieser legt die Bearbeitung der Anfragen nach Dezernaten fest und dient dazu, die Arbeitsverteilung unter den Mitgliedern und Koordinatoren in der Clearingstelle EEG|KWKG gleichmäßig zu verteilen.

## Präventive Konfliktvermeidung
Um Konflikte zu vermeiden, leistet die Clearingstelle präventive Arbeit. Dies beinhaltet zum einen die Informationsvermittlung, beispielsweise über die Internetpräsenz der Clearingstelle und den regelmäßigen Rundbrief. Zum anderen bringt die Clearingstelle die vom EEG, KWKG und MsbG berührten Akteure miteinander ins Gespräch, beispielsweise bei den Fachgesprächen der Clearingstelle.

## Geschichte

### Clearing-Stelle NRW
Die erste Einrichtung im Bereich der Erneuerbaren Energien zur Klärung strittiger Fragen mit dem Namen „Clearingstelle“ dürfte die beim Institut für elektrische Anlagen der RWTH Aachen angesiedelte Clearing-Stelle „Netzanschluss von Windenergieanlagen“ gewesen sein. Sie wurde 1996 von der Landesregierung Nordrhein-Westfalens eingerichtet und sollte als neutrale sachverständige Stelle technisch-wirtschaftliche Probleme im Zusammenhang mit dem Netzanschluss von Windenergieanlagen fachlich bewerten und entsprechende Lösungsvorschläge unterbreiten.
Sie arbeitete bis 2001 in vier thematischen Arbeitskreisen unter Beteiligung der relevanten Firmen und Verbände, bis ihre Aufgaben von der Bundes-Clearingstelle gemäß § 10 EEG 2000 übernommen wurden.

### Bundes-Clearingstelle
Nach Inkrafttreten des EEG 2000 wurde gemäß dessen § 10 Abs. 3 zur Klärung von Streitigkeiten eine Clearingstelle beim Bundesministerium für Wirtschaft und Technologie (BMWi) errichtet, die in Abgrenzung zur Clearingstelle des Landes Nordrhein-Westfalen häufig Bundes-Clearingstelle genannt wurde und im Herbst des Jahres 2000 ihre Arbeit aufnahm. Thematisch war sie – wie die Clearingstelle NRW – auf die Behandlung technischer und wirtschaftlicher Fragestellungen des Netzanschlusses beschränkt. Sie war mit Vertretern der Anlagen- und Netzbetreiber, der Bundesländer sowie mit Vertretern von Einzelunternehmen besetzt und arbeitete nach dem Konsensprinzip.
Es zeigte sich, dass die Probleme häufig auf juristische Fragestellungen hinausliefen, welche die Clearingstelle konzeptionell nicht abdeckte; dennoch erzielte sie wertvolle Arbeitsergebnisse.

### Clearingstelle EEG
Nachdem mit der Achten Zuständigkeitsanpassungsverordnung vom 25. November 2003 das BMU verantwortliches Bundesministerium wurde, sollte die Clearingstelle grundlegend neu konzipiert werden. Zunächst wurde im EEG 2004 ihr Aufgabenbereich erweitert, sie wurde nunmehr sowohl für konkrete Streitigkeiten als auch für abstrakte Anwendungsfragen des ganzen EEG zuständig. Darauf folgend wurden Eckpunkte zur Einrichtung der neuen Clearingstelle EEG ausgearbeitet, die unter anderem vorsahen, dass die Clearingstelle EEG nicht in direkter Trägerschaft des BMU stehen, sondern ein entsprechender Auftrag fremdvergeben werden sollte.
Der Auftrag wurde 2006 öffentlich ausgeschrieben und im März 2007 an die RELAW – Gesellschaft für angewandtes Recht der Erneuerbaren Energien mbH in Berlin vergeben, so dass die Vorarbeiten für die Clearingstelle EEG im Laufe des Jahres 2007 abgeschlossen werden konnten. Die Clearingstelle EEG wurde mit Sitz in der Charlottenstraße 65 in Berlin-Mitte eingerichtet und nahm am 15. Oktober 2007 öffentlich ihre Arbeit auf.
Mit der Novelle des Gesetzes vom 25. Oktober 2008 zum EEG 2009 änderte sich nichts am Auftrag der Clearingstelle, die Formulierung des § 19 EEG 2004 wurde im Wesentlichen in den § 57 EEG 2009 übernommen.
In § 57 EEG 2012 hingegen wurden die Kompetenzen der Clearingstelle näher bestimmt. Unter anderem werden dort die Zuständigkeiten der Clearingstelle EEG|KWKG und die verschiedenen Verfahrensarten definiert, außerdem wird der Clearingstelle gem. § 57 Abs. 7 EEG 2012 die Möglichkeit eingeräumt, Entgelte für Verfahren zur Klärung von Anwendungsfragen zwischen Anlagenbetreibern und Netzbetreibern zu erheben. Gemäß § 81 EEG 2014 ist die Clearingstelle EEG|KWKG seit dem 1. August 2014 auch für die Vermeidung und Beilegung von Streitigkeiten zuständig, wenn Direktvermarktern involviert sind. Auch die explizite Kompetenz für Fragen der Messung des für den Betrieb von Erneuerbare-Energien-Anlagen gelieferten oder verbrauchten Stroms wurde im Gesetz festgeschrieben, siehe § 81 Abs. 2 Nr. 4 EEG 2014.

### Clearingstelle EEG|KWKG
Seit dem 1. Januar 2018 ist die Clearingstelle als Clearingstelle EEG|KWKG auch zur Klärung von Anwendungsfragen und Streitigkeiten des Kraft-Wärme-Kopplungsgesetzes (KWKG) zuständig.